# Csehszlovák–magyar lakosságcsere

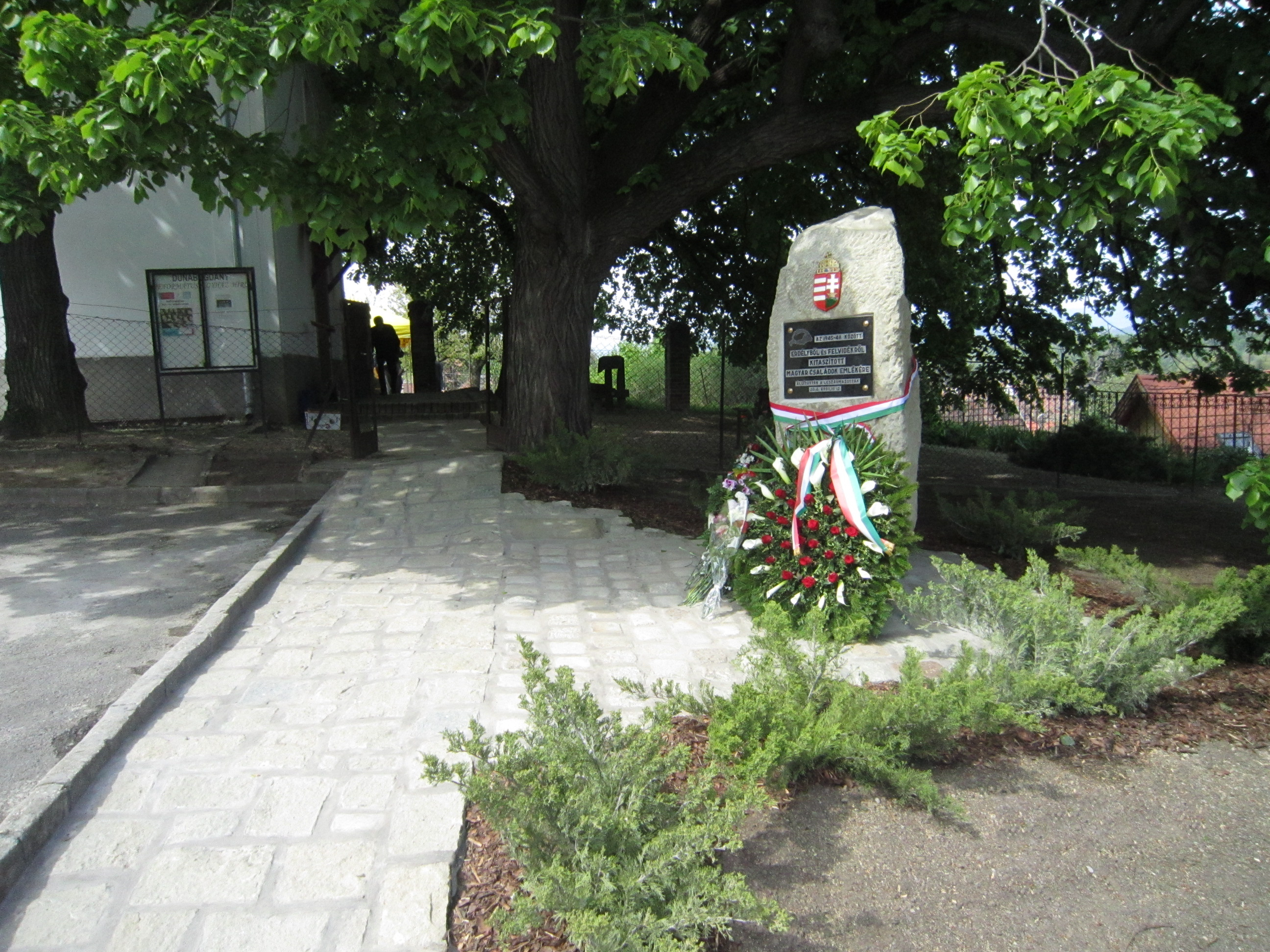
A második világháború után Felvidékről és Erdélyből elűzött, és Dunabogdányba került családok emlékműve a református templom előtt.

A csehszlovák–magyar lakosságcsere a második világháború utáni években született államközi egyezmény, amelynek értelmében felvidéki magyarok tízezreit telepítették át Magyarországra, és ezzel egy időben magyarországi szlovákok települtek át Csehszlovákiába. Több esetben a Németországba kitelepített német vagy sváb lakosság helyére is kerültek felvidéki magyarok.

## Útban a lakosságcsere-egyezményig
Edvard Beneš, a csehszlovák állam politikusa már a háború alatt diplomáciai erőfeszítéseket tett annak érdekében, hogy lehetőleg egyoldalúan kitelepíthessék a későbbiekben újjáalakítandó Csehszlovákiából a nemkívánatos német és magyar lakosságot. Ezzel viszont csak a németekkel kapcsolatban értettek egyet a szövetségesek, a magyarok teljes kitelepítését a Szovjetunión kívül egyetlen más nagyhatalom sem támogatta. 1945-re tehát világossá vált számukra, hogy más megoldást kell keresniük a magyar kérdést illetően, ami csakhamar meg is született a lakosságcsere „személyében”.
Mikor a csehek és a szlovákok levélben értesítették terveikről a magyar kormányt, az válaszában értésükre adta: „Ha Csehszlovákia – fogalmazta meg ellenjavaslatát – a magyaroktól jövőjének biztonsága érdekében meg akar szabadulni, ami lehet egy nagyon helyes felfogás, akkor csupán a határt kell megfelelően kiigazítani, és nincs szükség arra, hogy embertelenül a lakosok százezreit mozdítsák ki helyükről.” 1945. december elején Prágában összeült Magyarország és Csehszlovákia küldöttsége, hogy megegyezzenek a dél-felvidéki magyarság sorsa felől. A csehek ragaszkodtak a lakosságcsere koncepciójához, Gyöngyösi János magyar külügyminiszter határmódosításos javaslatáról tárgyalni sem akartak. A két fél óriási nézetkülönbségei miatt így nem tudott megegyezni. A hazautazó magyar küldöttség ezt követően levélben értesítette a három győztes nagyhatalmat (Szovjetunió, Nagy-Britannia, Amerikai Egyesült Államok) a megbeszélés sikertelenségéről. A szovjetek nem is válaszoltak rá, de a két nyugati állam hozzáállása sem volt épp biztató. Korábbi határrevíziós elképzeléseiknek nem, vagy csak elviekben adtak hangot, tehát, hogy ha Magyarország és Csehszlovákia tárgyalásos úton megegyezik egymással a határokkal kapcsolatban, akkor bármi is legyen a döntés, ők azt el fogják fogadni. Erre viszont a csehek konoksága miatt esély sem volt. A magyar politikai elit látva, nem tud mit kezdeni a kialakult helyzettel, február 6. és 10. között ismét tárgyalóasztalhoz ült Prágában. Eredményeként elfogadta a határmódosítást nélkülöző lakosságcsere koncepcióját.

## Áttelepítések, áttelepülések
Az áttelepülés és kitelepítés törvényes kereteit hosszas tárgyalássorozat után tehát az 1946 februárjában megkötött szlovák–magyar lakosságcsere-egyezmény szolgáltatta, amely szerint annyi magyart lehetett kitelepíteni Csehszlovákiából, ahány szlovák nemzetiségű jelentkezik a hatóságoknál, hogy a jövőben el akarja hagyni Magyarországot, és a szlovák állam keretei közt kíván élni. A szerződés értelmében a kitelepülő szlovákok a csehszlovák államtól kárpótlást kapnak Magyarországon maradt ingatlanjaiért, ingóságaikat magukkal vihetik, megszerzett jogaikat tiszteletben tartják. A minél nagyobb arányú szlovák áttelepülést heves cseh, illetve szlovák propaganda kísérte az ország területén, tevékenységüket nagyban segítette a Magyarországi Szlávok Antifasiszta Frontja (AFS), amelynek szinte minden, szlovákok által nagy számban lakott településen volt helyi szervezete. Az AFS újságja, a Sloboda egyik számában például a következőket írta:

„Dél-Szlovákia földje, ahová le akarunk telepíteni benneteket, ragyogó, bőven termő, zsíros földű síkság… Az a föld csak a szlovák ember dolgos kezére vár, aki szeretettel művelné meg. Rátok vár! Hív benneteket! Gyertek! Jelenjen meg a ti arcotokon is annak az embernek a nyugalma, aki büszkén áll a saját földjén. Sorakozzatok fel a jó, nyugodt szlovák parasztok sorába!”

## A kitelepítések és áttelepülések lezajlása, demográfiai következményei
A csehszlovák kormány végül 1947. április 12-én megkezdte a nem „reszlovakizálódott” magyar nemzetiségűek deportálását Magyarországra. Elsősorban a nagyobb falvakból és városokból telepítették ki a magyarokat, azok közül is leginkább a módosabb embereket, de a szegényebb sorú parasztok közül is sokat vonatra tettek. A telepítések legfőbb célja a dél-felvidéki magyar tömb megbontása volt.
Felsőszeli tipikus csallóközi magyar falu volt a maga közel négyezer lakosával, akiknek több mint 90%-a az 1930-as népszámlálás szerint magyarnak vallotta magát. A kitelepítések előtt a szlovákok felajánlották a magyaroknak, hogy ha „reszlovakizálódnak”, akkor maradhatnak. Pár százan ezt el is fogadták, de a többség, mintegy 3800 személy hallani sem akart nemzetisége feladásáról. Őket, legalábbis jó részüket, hivatalos felszólítás után bevagonírozták és Magyarországra deportálták. Úti céljuk legtöbb esetben Baranya vármegye volt és az onnan elment német családok otthona, de nagyon sokan mentek közülük Tótkomlósra és környékére is.
„Hangos motorzúgás hallatszik messziről,

Most hurcolják a népet Felsőszeliből.

Hangos sírás között búcsúzkodik a nép,

Elviszik a magyart, mindenkit, aki ép.

Nincs mentség számára, nincs más segítség,

Csak telepítőlap, vagy súlyos betegség.

Néhány bútorkáját autóra rakják,

Itt hagyják a többit, házat, földet, marhát.

Amit szorgos kézzel összekuporgattak,

Ellenérték nélkül prédának maradtak.

Nem tehettek másképp, hisz nem volt irgalom.

Mindent elfojtott az erős karhatalom.

Csendes falunk népe körül volt kerítve,

Sűrű csatárlánccal, s nem volt menedéke.

Az úton, útfélen portyázó járőrök,

Fegyveres hadsereg, csendőrök, rendőrök.

Igazoltatásnak, se szeri, se száma,

Gyanús volt az ember, saját falujában.

Szabadságra vágyott Felsőszeli népe,

Mégis szolgaság lett szorgalmának bére.”

Nagy Béla verse a deportálásról
A magyarok elvileg kártérítést kaptak új lakhelyükön, de ez a gyakorlatban többnyire nem vagy csak kisebb mértékben valósult meg. Ennek egyik oka az volt, hogy Magyarország háború utáni súlyos gazdasági állapota a teljes állam által garantált kártalanítást nem engedhette meg magának, a másik pedig, hogy az elment szlovákok és németek sok esetben szegényebbek voltak, mint a helyükre érkezők.
A legtöbb magyart a Csallóköz térségéből telepítettek át főként Pest megyébe, Nógrádba, a Dél-Dunántúlra és a Dél-Alföldre a korábban kitelepült szlovákok és németek helyére. Ily módon gyökeresen megváltozott a fentebb említett régióknak a két világháború közt még tarka etnikai térképe.
Sok szlovák családban nézeteltérések voltak a „menni vagy maradni?” kérdése miatt. Az ország más szlovákok lakta településeihez hasonlóan Tótkomlóson is megindult az áttelepítési propaganda. Több csehszlovák államférfi, a csehszlovák kitelepítési bizottság elnöke jött ekkoriban a faluba, hogy biztassák és rábeszéljék az itteni szlovákokat arra: hagyják hátra szülőfalujukat, és magukkal, családjukkal gyarapítsák a szláv lakosságot az újjáalakuló Csehszlovák Köztársaság berkeiben. Az áttelepülésre két fő érvet hangoztattak rendszeresen a propagandisták:
1. Csehszlovákia a második világháború győztes országai közé tartozik, így a háború utáni újrakezdés sokkal könnyebb lesz, nem kell jóvátételt fizetni, a gazdaság és az ország újjáépítését gyorsan és eredményesen véghez fogják vinni;
2. továbbá az áttelepülőknek jó munkahelyeket, rengeteg jó minőségű földet, birtokokat, házakat kínáltak, amiket a távozó magyarok hátrahagytak.

Végül több ezer szlovák jelentkezett Komlósról az áttelepítési hivatalnál. Az első szlovákokat szállító vasúti szerelvény 1947. április 19-én indult el. Egy évvel később a Békés megyei Földhivatal adatai szerint Komlósról és környékéről (Ambrózfalva, Pitvaros, Nagybánhegyes, Csanádalberti) összesen 5858 szlovák települt át Szlovákiába. Ebből a közel 6000 főből 3254 volt komlósi. Hátrahagyott házaikba a helyi szegények szerettek volna beköltözni, de ezt a hatóságok megakadályozták, ugyanis számolni lehetett dél-felvidéki magyarok betelepülésére is, ami ellen a komlósi szlovákság megpróbált tiltakozni, sikertelenül. Az első „magyar vonat” 1947. május 25-én, pünkösdkor érkezett a településre és körülbelül egy év leforgása alatt be is fejeződött a lakosságcsere. Nagy részük, körülbelül 85%-uk Pozsonyvezekényből, Tallósról, Érsekújvárról, Alsó- és Felsőszeliről, Vágfarkasdról és Galántáról jöttek. Az elköltözött komlósiak száma, akik amúgy többségében a Csallóközbe mentek, körülbelül 3250 fő volt, az idetelepülteké viszont csak 1500 körüli. A különbözet nyomán a korábban lakástalan szegény családok közül is többen jutottak „fedélhez”. Tótkomlós lakosságszáma és annak etnikai összetétele az áttelepítések következtében tehát jelentősen megváltozott.
A kitelepítésekre és áttelepülésekre 1947 júliusa és 1948 nyara között került sor, amikor mintegy 110 ezer magyar nemzetiségűt kényszerítettek otthona elhagyására és ezzel szemben, a széles körű agitálás ellenére „csak” nagyjából 73 ezer szlovák hagyta el hazánkat. Bár a Magyar Áttelepülési Kormánybiztosság igyekezett a lakosságcsere keretében betelepülő magyar családokat, rokonokat lehetőleg egy helyre, vagy egy adott környékre telepíteni, ez a gyakorlatban sajnos meglehetősen ritka volt. Szerencsésnek mondhatja magát például a gútaiak többsége, akiket sok más családdal ellentétben nem szakítottak széjjel és küldtek az ország különböző pontjaira.
A magyarok mellett – önként – szlovákok is elhagyták otthonaikat, jelentősen átalakítva ezzel az egyes területek, települések etnikai és vallási összetételét. A Csongrád megyei Pitvaros, illetve Csanádalberti többezres szlovák lakosságának közel háromnegyede költözött át Szlovákiába, Ambrózfalva szlovákságának 40%-a, Békés vármegye szlovákságának fele, számszerűsítve 21-23 ezer ember. A Békés vármegyében az 1949-es népszámláláskor mért 3-5 ezer fős fogyás (17 ezer ember vallotta magát szlováknak) a felgyorsuló asszimiláció számlájára írható.
Az áttelepülések a vallási megoszlásban is változásokat indukáltak, ugyanis míg a kitelepülő szlovákság többsége evangélikus vallású volt, addig a betelepülő magyarok 80%-ban katolikusok és 20%-ban reformátusok voltak.

## A lakosságcserében érintett magyarországi települések (nem teljes lista)
- Ambrózfalva
- Babarc
- Bakonycsernye
- Bakonyjákó
- Bakonysárkány
- Bakonyszücs
- Bácsalmás
- Bácsbokod
- Bánhida
- Bánkút (Medgyesegyháza)
- Békéscsaba
- Bóly
- Bonyhádvarasd
- Ceglédbercel
- Csanádalberti
- Csátalja
- Császártöltés
- Csávoly
- Csibrák
- Csömör
- Dunabogdány
- Dunaszekcső
- Dorog
- Ecseny
- Ecser
- Fertőrákos
- Gyönk
- Háromhuta
- Harta
- Izmény
- Jágónak
- Kaposszekcső
- Katymár
- Kesztölc
- Kisdorog
- Kislőd
- Kistormás
- Kocsola
- Kovácsi
- Lánycsók
- Levél
- Lulla
- Márok
- Medgyesegyháza
- Miklósi
- Mórágy
- Mosonszolnok
- Mözs
- Mucsfa
- Nagybánhegyes
- Nagykovácsi
- Nagymaros
- Nagynyárád
- Nemesnádudvar
- Nyíregyháza és környéke
- Öskü
- Pilisborosjenő
- Pilisszentkereszt
- Pilisszentlászló
- Pitvaros
- Pomáz
- Solymár
- Somberek
- Szajk
- Szápár
- Szederkény
- Szellő
- Szorosad
- Szűr
- Teklafalu
- Tevel
- Tófű
- Tótkomlós
- Udvar
- Várdomb
- Városlőd
- Véménd
- Vértesszőlős
- Závod

## A lakosságcserében érintett felvidéki települések (nem teljes lista)
- Léva
- Alsószeli
- Andód
- Balázsfa
- Bagota
- Bogya
- Borsi
- Csallóköztárnok
- Csata
- Csukárpaka
- Csúz
- Érsekújvár
- Felsőszeli
- Fél
- Feketenyék
- Galánta
- Garamszentgyörgy
- Garamvezekény
- Gúta
- Gutor
- Jóka
- Losonc
- Martos
- Nagyfödémes
- Nagymácséd
- Nagymegyer
- Naszvad
- Negyed
- Nemeskajal
- Ógyalla
- Perény
- Palást
- Perbete
- Pered
- Pozsonyeperjes
- Pozsonyvezekény
- Tardoskedd
- Révkomárom
- Somorja
- Szemet
- Szímő
- Tallós
- Vágfarkasd
- Vízkelet
- Zselíz
- Zsigárd
- Zsitvabesenyő
- Udvard

## Emlékművek

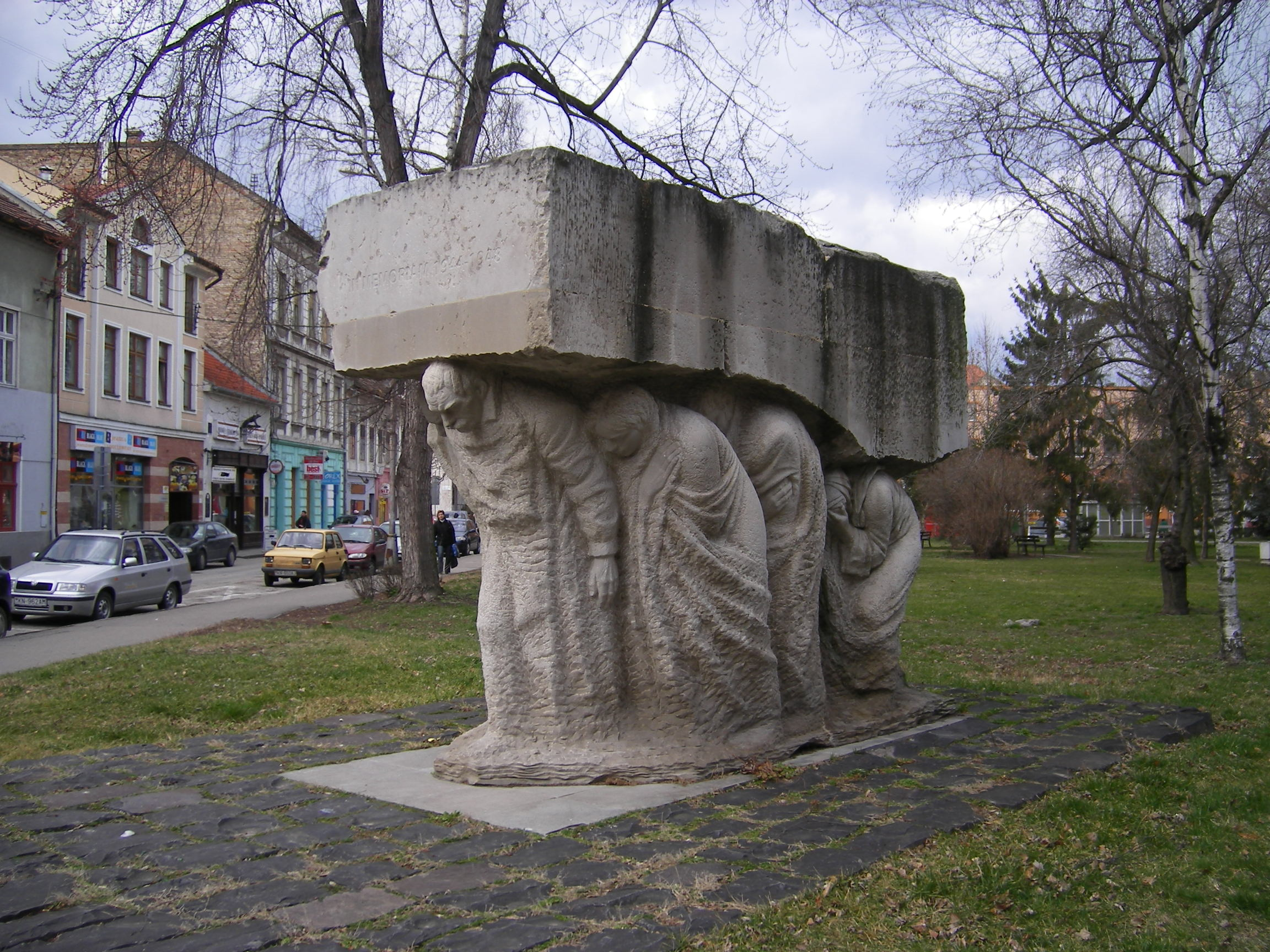
A Meghurcoltak emlékműve Komáromban

- Ekel (emléktábla)[4]
- 1994, 2007 Gúta (emléktáblák)[5]
- Komárom
- 2017 Pozsonyvezekény[6]
- 2021 Somorja (szoborcsoport, Lipcsey György)
- Tallós (emlékmű, Túri Török Tibor)[7]
- Udvard[8]

### Magyarországi emlékművek
- Dunabogdány
- Medgyesegyháza